# Lasiocnemus griseicinctipes
Lasiocnemus griseicinctipes is een vliegensoort uit de familie van de roofvliegen (Asilidae). De wetenschappelijke naam van de soort is voor het eerst geldig gepubliceerd in 1913 door Speiser.
De vleugels van de soort worden 4,5 tot 8 millimeter lang.
De soort komt voor in Congo-Kinshasa, Ivoorkust, Kameroen en Nigeria.